# Cadmalca Alto
Cadmalca Alto es una población rural de la Provincia de Chota (Perú), situada en el Distrito de Lajas.

## Historia
El centro poblado de Cadmalca inicialmente fue una hacienda que pertenecía a María Juliana de Cieza, la misma que realizó un convenio con las hermanas religiosas de Cajamarca, quienes se encargarían de administrar estas tierras. Con el transcurrir de los años esta congregación donó al Colegio San Ramón de Cajamarca, encargando la administración en calidad de arrendamiento al señor Fermín Arrascue.
Por otro lado está uno de los personajes más influyentes de esta época, Virgilio Uriarte Osorio, quien logra contactarse con el Doctor Luis Osores, este le da la iniciativa de instalar una Cooperativa Agrícola y de esta manera despojar a los Arrascue porque se dice abusaba de la humildad de los pobladores arruinando sus cultivos y sembríos; despojo se celebró el 7 de enero de 1947, donde la Junta Económica del Colegio San Ramón da por terminado el contrato de arrendamiento a los Arrascue.
Luego vendría la Reforma Agraria con Juan Velasco Alvarado. La historia de Cadmalca cambió, los habitantes gestionaron los títulos de propiedad el 4 de julio de 1988 después de muchos años de tramitación, de esta manera la hacienda se dividió en 286 parcelas, repartidas entre todos los pobladores de la comunidad.

## Organización territorial
Cadmalca es uno de los centros poblados que pertenece al distrito de Lajas Provincia de Chota Departamento de Cajamarca en el año 1985 por iniciativa de los pobladores se dividió en dos comunidades en la que desde ese entonces sería Cadmalca Alto y Cadmalca Bajo y estos a su vez en sectores.
Sectores de Cadmalca Alto
- La Conga
- Las Tres Lomas
- La Jalquilla
- El Sauco

Sectores de Cadmalca Bajo
- El Pedregal
- la Hacienda Vieja
- EL Cunyak
- La Comunal

## Geografía

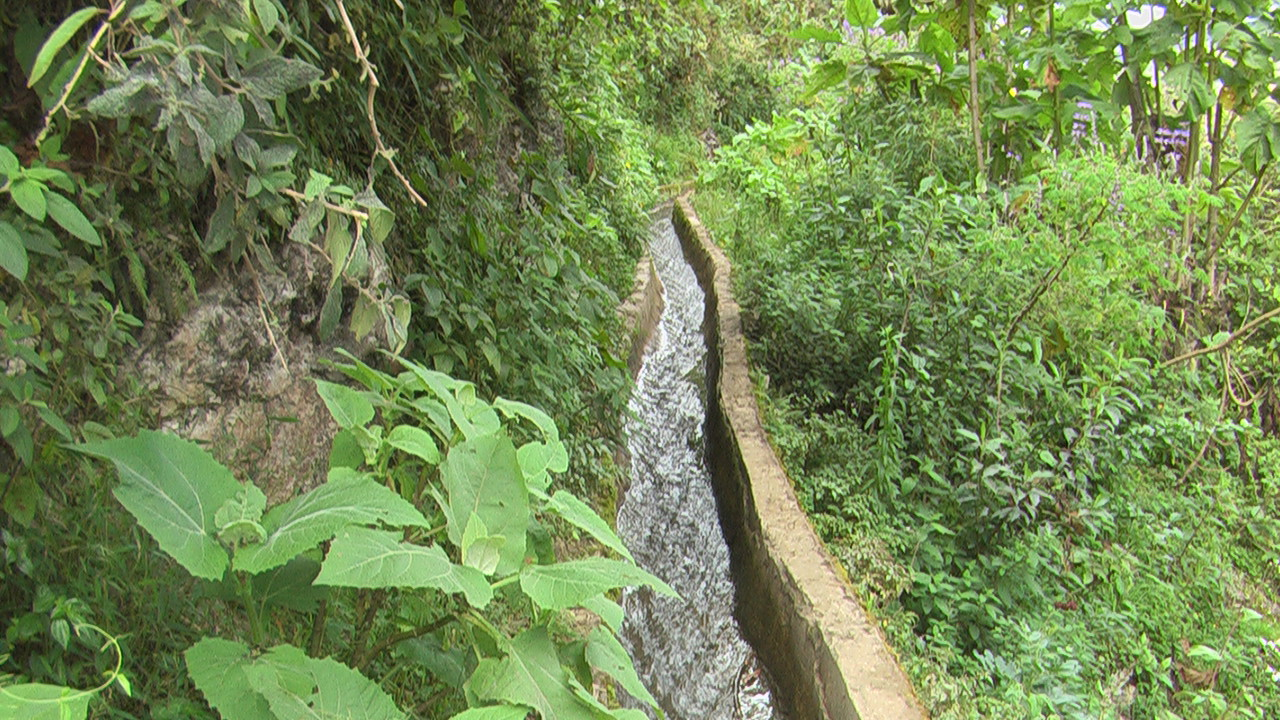
Principal canal de regadío Cadmalca y sectores.

El centro poblado de Cadmalca se encuentra ubicado:
Sur-Este del Distrito de Lajas. 
Sur-Oeste de la Provincia de Chota departamento de Cajamarca. 
y en la parte occidental de la Cordillera de los Andes:
- Extensión: 10.42km2

- Topografía:

Tiene una superficie accidentada formado por pendientes superficiales montañas poco elevadas también presenta quebradas poco profundas estrechas y continuas aumentando su caudal en los meses de enero, febrero y marzo.
- Límites:

- Por el Norte: Comunidad de Animas y Cadmalcal Bajo
- Por el Sur: Comunidad de Olmos
- Por el Este: Comunidad de Lanchebamba y Lingán
- Por el Oeste: Comudad de Llangoden
- Hidrografía:

Canal el Bado
Es el canal más importante de esta comunidad su cauce se mantiene casi durante todo el año favoreciendo al agricultor cadmalquino utilizar sus aguas en el riego de pastos y cultivos.
- Ecología:

- Plantas Silvestre:
Sarza Mora, Pirigayos, Poroporos, Lluquines, Luntas, Tomates, Lanches los mismos que son consumibles además existen árboles utilizados por los artesanos y artesanas para el teñido de sus tejidos como el Quinual, Lanche, Campanilla Andanga, tendal, Cadillo Cachoevenao, Roble. También tenemos arbustos que son utilizados en la construcción de viviendas de familias pobres el Suro y la Shita así como el Ichu o la Paja existe en el Secto la Jalquilla. el poblador Cadmalquino ha utilizado también árboles para la construcción de sus herramientas de trabajo el Arado, cabos de lampas, Yugos, Calluas, Cungalpus.
Árboles Madereros
Eucaliptos, Ciprés, Pinos, Alisos, Quinuales, Babillas, Robles, Layos.
Plantas Ornamentales
Rosas Geranios, Malvas Margaritas, Claveles, Lirios.
Plantas Medicinales
Matico, Romero, Chilca, Pucchac Achicoria, Manzanilla, Pataeperro
Otras Plantas
Hierba Buena, Paico, Ruda, Cedrón, Chiche, Torongil, Chancuas, Apio, Orégano.

## Economía
El Centro Poblado de Cadmalca tiene sus propios recursos productivos a través de la agricultura y la ganadería principalmente
La agricultura es una de las actividades más importantes del poblador cadmalquino, cultivándose principalmente la papa o patatas en sus diferentes variedades, destacando la Perichole y Amarilis por la gran demanda en los mercados locales de Chota y Lajas.
En las zonas más altas produce abundantes ocas y ollucos y el hichu.

## Instituciones
- Escuela IE 10445
- Colegio "José Antonio Encinas"

- Datos: Q5402318
- Multimedia: Cadmalca Alto / Q5402318